# South Shore (Dakota del Sur)
South Shore es un pueblo ubicado en el condado de Codington en el estado estadounidense de Dakota del Sur. En el Censo de 2010 tenía una población de 225 habitantes y una densidad poblacional de 62,19 personas por km².

## Geografía
South Shore se encuentra ubicado en las coordenadas 45°6′5″N 96°55′48″O / 45.10139, -96.93000. Según la Oficina del Censo de los Estados Unidos, South Shore tiene una superficie total de 3.62 km², de la cual 3.62 km² corresponden a tierra firme y (0%) 0 km² es agua.

## Demografía
Según el censo de 2010, había 225 personas residiendo en South Shore. La densidad de población era de 62,19 hab./km². De los 225 habitantes, South Shore estaba compuesto por el 95.11% blancos, el 0.44% eran afroamericanos, el 1.78% eran amerindios, el 0% eran asiáticos, el 0% eran isleños del Pacífico, el 0% eran de otras razas y el 2.67% pertenecían a dos o más razas. Del total de la población el 1.78% eran hispanos o latinos de cualquier raza.